# Reação em Cadeia (filme)
Reação em Cadeia é um filme de ação brasileiro de 2021, dirigido e escrito por Márcio Garcia, com roteiro em parceria com Thiago Dottori e supervisionado por Bráulio Mantovani. É protagonizado por Bruno Gissoni e conta ainda com Monique Alfradique, André Bankoff, Adriano Garib e Juliana Knust no elenco.

## Sinopse
Guilherme (Bruno Gissoni) trabalha como contador e mantém uma vida tranquila e pacata. Ele descobre que há um grande desfalque orçamentário na empresa em que ele trabalha e graças a essa descoberta ganha uma grande promoção de trabalho. Um dia ele se envolve emocionalmente com uma namorada de colégio, Lara (Monique Alfradique). Porém, ele descobre que esta namora com o problemático Zulu (André Bankoff). Lara, tentando se livrar de uma dívida do namorado, envolve Guilherme em um esquema de corrução responsável por abastecer as falcatruas de políticos brasileiros.

## Elenco
- Bruno Gissoni como Luís Guilherme Machado
- Monique Alfradique como Lara
- André Bankoff como José Luiz Lima "Zulu"
- Adriano Garib como Tadeu
- Vilma Melo como Delegada Queiroz
- Silvio Matos como Leon Vieira
- Victor Lamoglia como Felipe
- Chico Melo como Cabeça
- Juliana Knust como Daniele Machado
- Duda Batista como Isadora "Isa" Machado
- Alexandre Mofati como Brandão
- Leandro Nascimento como Agente Ribero
- Jack Barraquero como Zé Maria
- Júnior Melo como Montanha
- Thiago Justino como Wolf
- Rose Germano como Secretária Amanda

## Produção
Essa é a primeira produção totalmente brasileira e o terceiro longa-metragem dirigido pelo ator Márcio Garcia, o qual também escreve o roteiro em parceria com Thiago Dottori. O texto é supervisionado pelo indicado ao Óscar Bráulio Mantovani, responsável pelos roteiros dos grandes sucessos Tropa de Elite e Cidade de Deus. É uma produção dos estúdios MGP Filmes em coprodução com a Warner Bros. Pictures.
Márcio Garcia diz que a inspiração para produzir o longa-metragem surgiu a partir de seu primeiro curta-metragem, Predileção. Conta que a inspirção também veio a partir de Bráulio Mantovani, com quem vinha planejando fazer um filme de ação há um certo tempo. As gravações começaram a ser rodadas a partir de setembro de 2018 e terminaram em outubro do mesmo ano, com locações no Rio de Janeiro.

## Lançamento
O filme teve lançamento exclusivo nos cinemas brasileiros a partir de 16 de setembro de 2021, com distribuição da Paris Filmes e Downtown Filmes.